# Pacto de Tacna
El Pacto de Tacna o Ley fundamental de la Confederación Perú-Boliviana fue un documento que ratificaba la creación de dicha Confederación y establecía las bases de su estructura administrativa. Su proyecto, redactado por el protector Andrés de Santa Cruz y sus allegados, fue aprobado el 1 de mayo de 1837 por el Congreso de Tacna, un congreso de nueve plenipotenciarios de los tres Estados integrantes de la Confederación: la República de Bolivia, el Estado Sud-Peruano y el Estado Nor-Peruano.

## Contexto

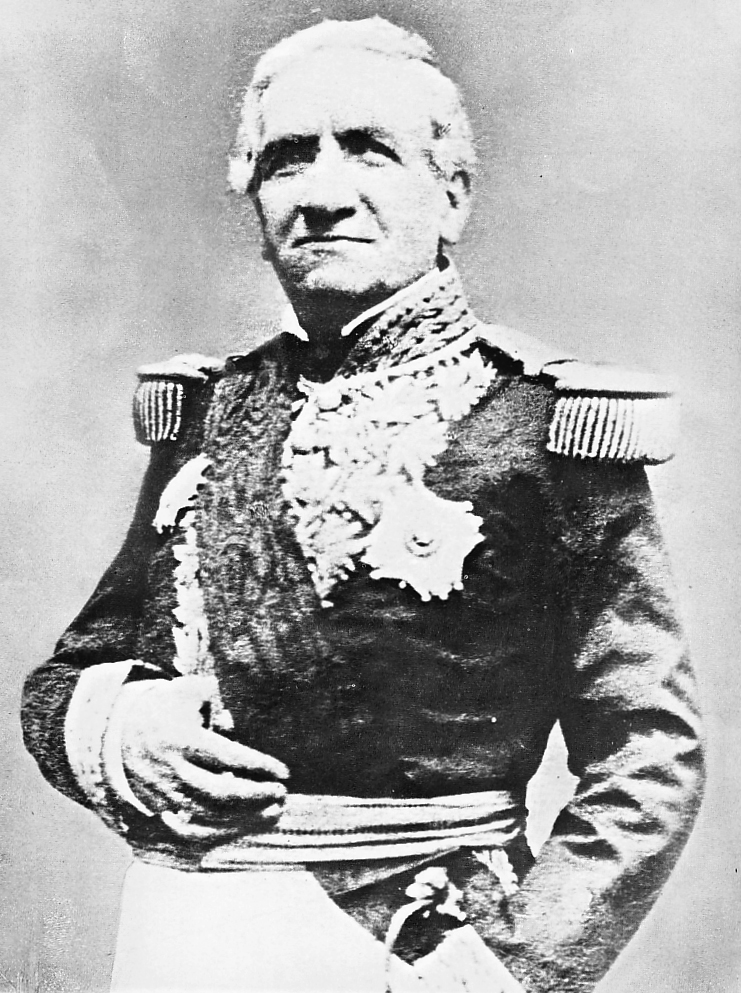
El Mariscal Andrés de Santa Cruz. Foto del Archivo Courret.

Dueño del Perú tras una sangrienta guerra librada entre 1835 y 1836, el mariscal Andrés de Santa Cruz, presidente de Bolivia, procedió a organizar la Confederación peruano boliviana. A fin de recibir facultades legales que le posibilitaran tal labor, instigó a que se reunieran dos asambleas representativas en el Perú, por cada una de las grandes divisiones que impuso en dicha nación: el Sur y el Norte peruanos; otra asamblea o congreso se reuniría en Bolivia para igual fin.
La asamblea de los departamentos del sur del Perú (Cuzco, Arequipa, Ayacucho y Puno), reunida en Sicuani, creó el Estado Sud-Peruano y designó como su Supremo Protector a Santa Cruz (marzo de 1836). Unos meses después se reunió la asamblea de los departamentos del norte (Amazonas, Lima, La Libertad y Junín) en Huaura (agosto de 1836), que acordó la creación del Estado Nor-Peruano, otorgando igualmente el poder político a Santa Cruz como Supremo Protector. De otro lado, en Bolivia se reunió en junio un Congreso Extraordinario (Congreso de Tapacarí) que dio autorización a Santa Cruz para llevar adelante el proyecto de la Confederación.
El 16 de agosto de 1836 Santa Cruz tomó posesión del mando supremo en Lima, en su calidad de Supremo Protector del Estado Nor-Peruano, como ya lo era del Sud Peruano; conservaba asimismo la presidencia de Bolivia. Provisto de todos los elementos legales que le otorgaron las asambleas de las tres repúblicas, procedió a establecer, por decretó del 28 de octubre de 1836, la Confederación Perú-Boliviana, integrada por los tres estados o repúblicas ya mencionados:
- El Estado Nor Peruano
- El Estado Sur Peruano
- El Estado Boliviano

## El congreso de Tacna
Santa Cruz convocó luego a un congreso de plenipotenciarios de los tres estados, que debería reunirse en Tacna, para discutir las bases de la estructura administrativa de la Confederación. Dispuso que cada Estado enviase a un sacerdote, un militar y un abogado como delegados ante el Congreso de Tacna, y en consecuencia, este estuvo compuesto por tres religiosos, tres abogados y tres militares.
Los nueve delegados fueron los siguientes:
- Por el Estado Nor Peruano:
  - Tomás Diéguez, obispo de Trujillo.
  - Manuel Tellería Vicuña, abogado, vocal de la Corte Superior de Lima.
  - Francisco Quiroz, coronel.

- Por el Estado Sud Peruano:
  - José Sebastián de Goyeneche y Barreda, obispo de Arequipa.
  - Pedro José Flórez, abogado, juez de Ayacucho.
  - Juan José Larrea, coronel.

- Por Bolivia:
  - José María Mendizábal, arzobispo de La Plata.
  - Pedro Buitrago, abogado, vocal de la Corte Suprema.
  - Miguel María de Aguirre, coronel.

Los nueve delegados se reunieron en Tacna y firmaron sin discusión el documento denominado «Ley fundamental de la Confederación Perú-Boliviana», conocido desde entonces como el «Pacto de Tacna» y por el cual se ratificó la Confederación de los tres Estados (1 de mayo de 1837). El proyecto contenido en dicho documento había sido convenido previamente entre los plenipotenciarios bolivianos Aguirre y Buitrago, el vicepresidente de Bolivia Mariano Enrique Calvo Cuellar, y especialmente el mismo Santa Cruz, que viajó a La Paz para tal fin.

## Contenido del Pacto
El Pacto de Tacna ratificó la confederación de la República de Bolivia, el Estado Sud-Peruano y el Estado Nor-Peruano, conjunto que fue denominado Confederación Perú-Boliviana. Cada una de las tres repúblicas tendría un gobierno propio, con igualdad de derechos entre los tres, pero quedaron sujetos a la autoridad de un Gobierno General, cuyos tres poderes tendrían las siguientes características:
- El Poder Ejecutivo Central estaría en manos de Santa Cruz con el título de Protector de la Confederación, en consideración a los votos de las asambleas de Sicuani, Huaura y Tapacarí. Su cargo debía durar por 10 años, pudiendo ser reelegido; esto último no procedía en caso de haber sido destituido de su cargo por el Senado. De él dependían las aduanas generales y la administración general de correos, así como todos los nombramientos diplomáticos, militares y navales. Era también Generalísimo de las fuerzas de mar y tierra de las repúblicas confederadas. Ejercía el poder ejecutivo del estado en el cual se hallase. Nombraba y removía a los ministros de Estado y a los demás empleados públicos, pudiendo crear nuevos ministerios. Elegía a los presidentes de los estados confederados, a los senadores del Congreso General y a los ministros de las tres cortes supremas de entre los propuestos en terna por sus respectivos senados. Presentaba a la silla apostólica a los arzobispos y obispos de las tres repúblicas. Podía disolver el Congreso General, cuando manifiestamente se apoderase de las cámaras un espíritu de desorden que amenazara la paz interior de la confederación.
- El Poder Legislativo General estaría compuesto por dos Cámaras: una de Senadores, de 15 miembros (cinco por Estado), y otra de Representantes, de 21 miembros (7 por Estado). Se reunían cada dos años por cincuenta días, pudiendo prorrogarse a juicio del Ejecutivo. Podía ser convocado extraordinariamente por el gobierno, debiendo tratar exclusivamente de los asuntos que le impusiera este. Todo ello lo convertía en una especie de caricatura de poder legislativo.
  - Los senadores debían ser nombrados por el Protector de entre los propuestos por los Colegios Electorales de cada departamento. Sus funciones eran similares a la de los censores mencionados en la Constitución Vitalicia de 1826.
  - Los representantes debían ser elegidos por el Congreso General de la confederación, de entre los propuestos por los Colegios Electorales de cada una de las repúblicas confederadas.
- El Poder Judicial estaría constituido a base de las Cortes Supremas de las tres Repúblicas confederadas.

Bandera de la Confederación Perú-Boliviana.

Quedó también definida la Bandera de la Confederación, que sería de color punzó (rojo), por ser el color común a las tres repúblicas. En su centro llevaría las armas de la Confederación, que sería las de las tres Repúblicas entrelazadas por un laurel. El diseño se dejó a la voluntad del Protector.
En uno de sus artículos transitorios dejó estipulado que el protector de la confederación convocaría el primer Congreso General a los seis meses de terminada la guerra desatada por Chile desde diciembre de 1836. Otro artículo transitorio estableció que una vez ratificado este documento por el congreso de cada una de las repúblicas y canjeadas las ratificaciones (cuando más, a cinco meses contados desde la fecha), el protector prestaría ante el gobierno de la República el siguiente juramento:

Yo, N.; juro por Dios Nuestro Señor y estos Santos Evangelios, y prometo á la confederación Perú-Boliviana, desempeñar fiel y legalmente el cargo de Protector que me confía. Proteger por todos los medios la Religión Cristiana, Católica, Apostólica, Romana: cumplir y hacer cumplir el pacto fundamental y las leyes de la confederación; respetar las particulares de cada Estado, contra cuya libertad, integridad é independencia no permitiré atentado alguno. Si así no lo hiciere, Dios y la patria me lo demanden.

## Descontento
El Pacto de Tacna no fue bien recibido en Bolivia ni en los dos estados peruanos. Los bolivianos consideraron que dichas bases ponían en inferioridad a sus representantes frente a la representación binacional peruana. Ante el rechazo generalizado, Santa Cruz detuvo el canje de ratificaciones, declaró la insubsistencia del pacto y convocó a un nuevo Congreso a reunirse en Arequipa (por decreto del 13 de marzo de 1838 dado en La Paz). Pero la guerra desatada por Chile y los emigrados peruanos contra la Confederación impidieron la reunión de esa nueva asamblea.

## Desarticulación de la Confederación
Tras la derrota de Santa Cruz en Yungay y el inicio de la llamada Restauración en el Perú (1839), quedaron abrogados todos los documentos legales referentes a la organización de la Confederación. Por ley del 26 de septiembre de 1840 se anularon todos los actos de Santa Cruz; y el artículo 2.º de la Constitución de 1839, promulgada el 10 de noviembre de dicho año, prohibió explícitamente todo pacto que se opusiera a la unidad de la república peruana.